# Med eld och svärd
Med eld och svärd, polsk titel Ogniem i mieczem, är en bok skriven av den polske författaren Henryk Sienkiewicz. Boken kom 1884, och översattes till svenska 1887.

## Handling
Handlingen utspelar sig under 1648. Detta var början av en problematisk tid för Polen-Litauen. Ett kosackuppror hotade och någonting var tvunget att göras. Fursten Jeremy Wiśniowiecki skickar sin mest pålitliga soldat, Jan Skrzetuski, till kosackernas läger för att samla fakta. På vägen möter Jan den vackra Helena Kurczewiczówna och blir kär i henne, men hon är redan bortlovad till en farlig kosack vid namn Bohun.
När upproret bryter ut, kidnappas Helena av Bohun som hon föraktar. Jan tar hjälp av sina vänner, bland annat Michał Wołodyjowski och Jan Onufry Zagłoba. En jakt på Bohun börjar genom landet som ligger i inbördeskrig och personerna dras in i stora slag och politiskt maktspel medan de försöker att tjäna riket men ändå hitta Helena.
Denna bok är den första i trilogin av Sienkiewicz om Polen-Litauen. De andra två är: Syndafloden och Den lille riddaren.
Boken gjordes om till film 1999 av Jerzy Hoffman. Det blev den dyraste och mest framgångsrika filmen i polsk historia, och rollen som Helena spelades av polsk-svenskan Izabella Scorupco.